# سیارک ۷۱۸۸۵
سیارک ۷۱۸۸۵ (به انگلیسی: 71885 Denning، نامگذاری:2000WD) هفتاد و یک هزار و هشتصد و هشتاد و پنجمین سیارک کشف شده‌است که در ۱۶ نوامبر ۲۰۰۰ کشف شد.